# Tim Parnell
Reginald »Tim« Parnell,  britanski dirkač Formule 1, * 25. junij 1932, Derby, Anglija, Združeno kraljestvo, 5. april 2017.
Tim Parnell je upokojeni britanski dirkač Formule 1. Debitiral je na domači dirki za Veliko nagrado Velike Britanije v sezoni 1959, kjer pa se mu ni uspelo kvalificirati na dirko. V sezoni 1961 je na domači dirki za Veliko nagrado Velike Britanije odstopil, na dirki za Veliko nagrado Italije pa je osvojil deseto mesto, kar je njegov najboljši rezultat v karieri. Nastopil je še na Veliki nagradi Nemčije v sezoni 1963, kjer se mu ni uspelo kvalificirati na dirko, kasneje pa ni več dirkal v Formuli 1.

## Popolni rezultati Formule 1
(legenda) (odebeljene dirke pomenijo najboljši štartni položaj, poševne pa najhitrejši krog, †-uvrščen kljub odstopu)
| Leto | Moštvo        | Šasija          | Motor             | 1   | 2   | 3   | 4   | 5      | 6       | 7      | 8   | 9   | 10  | Prv | Toč |
| ---- | ------------- | --------------- | ----------------- | --- | --- | --- | --- | ------ | ------- | ------ | --- | --- | --- | --- | --- |
| 1959 | R H H Parnell | Cooper T45 (F2) | Climax Straight-4 | MON | 500 | NIZ | FRA | VB DNQ | NEM     | POR    | ITA | ZDA |     | -   | 0   |
| 1961 | Tim Parnell   | Lotus 18        | Climax Straight-4 | MON | NIZ | BEL | FRA | VB Ret | NEM     | ITA 10 | ZDA |     |     | -   | 0   |
| 1963 | Tim Parnell   | Lotus 18/21     | Climax Straight-4 | MON | BEL | NIZ | FRA | VB     | NEM DNQ | ITA    | ZDA | MEH | JAR | -   | 0   |